# Золотий глобус (64-та церемонія вручення)
64-та церемонія вручення нагород премії «Золотий глобус»

15 січня 2007 року
Найкращий фільм — драма: 
«Вавилон»
Найкращий фільм —
комедія або мюзикл: 
«Дівчата мрії»
Найкращий телесеріал — драма: 
«Анатомія Грей»
Найкращий телесеріал —
комедія або мюзикл: 
«Огидна Бетті»
Найкращий мінісеріал або телефільм: 
«Єлизавета I»
< 63-тя • Церемонії вручення • 65-та >
64-та церемонія вручення нагород премії «Золотий глобус» за заслуги в галузі кінематографу і телебачення за 2006 рік, що відбулася 15 січня 2007 року в готелі Беверлі-Гілтон (Беверлі-Гіллз, Лос-Анджелес, Каліфорнія). Номінанти, в 25 категоріях, були оголошені 14 грудня 2006 року. Церемонія транслювалася американською телекомпанією NBC. Телетрансляцію подивились 20,04 мільйонів телеглядачів. Церемонія спродюсована компанією Dick Clark Productions у співпраці з голлівудською асоціацією іноземної преси. 
Найбільша кількість номінацій (7) була у драми «Вавилон» від режисера Алехандро Гонсалеса Іньярріту, але стрічка отримала лише одну нагороду у категорії «Найкращий фільм — драма». Натомість найбільшу кількість нагород (3) отримала стрічка режисера Білла Кондона «Дівчата мрії». Вона здобула перемоги у категоріях: Найкращий фільм — комедія або мюзикл, Найкраща чоловіча роль другого плану та Найкраща жіноча роль другого плану. Премію Сесіля Б. Де Мілля (нагороду за внесок у кінематограф) отримав Воррен Бітті.

## Список лауреатів і номінантів

### Кіно
Фільми з найбільшою кількістю нагород та номінацій
| Фільм                    | Перемоги | Номінації |
| ------------------------ | -------- | --------- |
| • «Дівчата мрії»         | 3        | 5         |
| • «Королева»             | 2        | 4         |
| • «Вавилон»              | 1        | 7         |
| • «Відступники»          | 1        | 6         |
| • «Диявол носить Прада»  | 1        | 3         |
| • «Борат»                | 1        | 2         |
| • «Веселі ніжки»         | 1        | 2         |
| • «Листи з Іодзіми»      | 1        | 2         |
| • «Як малі діти»         | —        | 3         |
| • «Скандальний щоденник» | —        | 3         |
| • «Боббі»                | —        | 2         |
| • «Маленька міс Щастя»   | —        | 2         |
| • «Дякую вам за паління» | —        | 2         |
| • «У гонитві за щастям»  | —        | 2         |
| • «Повернення»           | —        | 2         |

• Переможці вказані першими і виділені окремим кольором.
| Категорія                                                                   | Лауреати і номінанти                                                                   | Лауреати і номінанти                                             |
| --------------------------------------------------------------------------- | -------------------------------------------------------------------------------------- | ---------------------------------------------------------------- |
| Найкращий фільм — драма Нагороду вручав Арнольд Шварценеггер                | • «Вавилон»                                                                            | • «Вавилон»                                                      |
| Найкращий фільм — драма Нагороду вручав Арнольд Шварценеггер                | • «Боббі»                                                                              |                                                                  |
| Найкращий фільм — драма Нагороду вручав Арнольд Шварценеггер                | • «Відступники»                                                                        |                                                                  |
| Найкращий фільм — драма Нагороду вручав Арнольд Шварценеггер                | • «Як малі діти»                                                                       |                                                                  |
| Найкращий фільм — драма Нагороду вручав Арнольд Шварценеггер                | • «Королева»                                                                           |                                                                  |
| Найкращий фільм — комедія або мюзикл Нагороду вручала Дженніфер Лопес       | • «Дівчата мрії»                                                                       | • «Дівчата мрії»                                                 |
| Найкращий фільм — комедія або мюзикл Нагороду вручала Дженніфер Лопес       | • «Борат»                                                                              |                                                                  |
| Найкращий фільм — комедія або мюзикл Нагороду вручала Дженніфер Лопес       | • «Диявол носить Прада»                                                                |                                                                  |
| Найкращий фільм — комедія або мюзикл Нагороду вручала Дженніфер Лопес       | • «Маленька міс Щастя»                                                                 |                                                                  |
| Найкращий фільм — комедія або мюзикл Нагороду вручала Дженніфер Лопес       | • «Дякую вам за паління»                                                               |                                                                  |
| Найкраща чоловіча роль — драма Нагороду вручала Фелісіті Гаффман            |                                                                                        | • «Останній король Шотландії» — Форест Вітакер за роль Іді Аміна |
| Найкраща чоловіча роль — драма Нагороду вручала Фелісіті Гаффман            | • «Відступники» — Леонардо Ді Капріо за роль Біллі Костігана                           |                                                                  |
| Найкраща чоловіча роль — драма Нагороду вручала Фелісіті Гаффман            | • «Кривавий діамант» — Леонардо Ді Капріо за роль Денні Арчера                         |                                                                  |
| Найкраща чоловіча роль — драма Нагороду вручала Фелісіті Гаффман            | • «Венера» — Пітер О'Тул за роль Моріса Рассела                                        |                                                                  |
| Найкраща чоловіча роль — драма Нагороду вручала Фелісіті Гаффман            | • «У гонитві за щастям» — Вілл Сміт за роль Кріса Гарднера                             |                                                                  |
| Найкраща жіноча роль — драма Нагороду вручав Філіп Сеймур Гоффман           |                                                                                        | • «Королева» — Гелен Міррен за роль королеви Єлизавети II        |
| Найкраща жіноча роль — драма Нагороду вручав Філіп Сеймур Гоффман           | • «Повернення» — Пенелопа Крус за роль Раймунди                                        |                                                                  |
| Найкраща жіноча роль — драма Нагороду вручав Філіп Сеймур Гоффман           | • «Скандальний щоденник» — Джуді Денч за роль Барбари Коветт                           |                                                                  |
| Найкраща жіноча роль — драма Нагороду вручав Філіп Сеймур Гоффман           | • «Крихітка Шеррі» — Меггі Джилленгол за роль Шеррі Свонсон                            |                                                                  |
| Найкраща жіноча роль — драма Нагороду вручав Філіп Сеймур Гоффман           | • «Як малі діти» — Кейт Вінслет за роль Сари Пірс                                      |                                                                  |
| Найкраща чоловіча роль — комедія або мюзикл Нагороду вручала Різ Візерспун  |                                                                                        | • «Борат» — Саша Барон Коен за роль Бората Сагдієва              |
| Найкраща чоловіча роль — комедія або мюзикл Нагороду вручала Різ Візерспун  | • «Пірати Карибського моря: Скриня мерця» — Джонні Депп за роль капітана Джека Горобця |                                                                  |
| Найкраща чоловіча роль — комедія або мюзикл Нагороду вручала Різ Візерспун  | • «Дякую вам за паління» — Аарон Екхарт за роль Ніка Нейлора                           |                                                                  |
| Найкраща чоловіча роль — комедія або мюзикл Нагороду вручала Різ Візерспун  | • «Чумові шузи» — Чиветел Еджіофор за роль Саймона / Лоли                              |                                                                  |
| Найкраща чоловіча роль — комедія або мюзикл Нагороду вручала Різ Візерспун  | • «Персонаж» — Вілл Ферелл за роль Гарольда Кріка                                      |                                                                  |
| Найкраща жіноча роль — комедія або мюзикл Нагороду вручав Хоакін Фенікс     |                                                                                        | • «Диявол носить Прада» — Меріл Стріп за роль Міранди Прістлі    |
| Найкраща жіноча роль — комедія або мюзикл Нагороду вручав Хоакін Фенікс     | • «На гострій грані» — Аннетт Бенінг за роль Дердри Берроуз                            |                                                                  |
| Найкраща жіноча роль — комедія або мюзикл Нагороду вручав Хоакін Фенікс     | • «Дівчата мрії» — Бейонсе за роль Діни Джонс                                          |                                                                  |
| Найкраща жіноча роль — комедія або мюзикл Нагороду вручав Хоакін Фенікс     | • «Маленька міс Щастя» — Тоні Коллетт за роль Шеріл Гувер                              |                                                                  |
| Найкраща жіноча роль — комедія або мюзикл Нагороду вручав Хоакін Фенікс     | • «Міс Поттер» — Рене Зеллвегер за роль Беатрікс Поттер                                |                                                                  |
| Найкраща чоловіча роль другого плану Нагороду вручала Рейчел Вайс           |                                                                                        | • «Дівчата мрії» — Едді Мерфі за роль Джеймса «Грім» Ерлі        |
| Найкраща чоловіча роль другого плану Нагороду вручала Рейчел Вайс           | • «Смерть супермена» — Бен Аффлек за роль Джорджа Рівза                                |                                                                  |
| Найкраща чоловіча роль другого плану Нагороду вручала Рейчел Вайс           | • «Відступники» — Джек Ніколсон за роль Френсіса «Френка» Кастелло                     |                                                                  |
| Найкраща чоловіча роль другого плану Нагороду вручала Рейчел Вайс           | • «Вавилон» — Бред Пітт за роль Річарда Джонса                                         |                                                                  |
| Найкраща чоловіча роль другого плану Нагороду вручала Рейчел Вайс           | • «Відступники» — Марк Волберг за роль Шона Дігнама                                    |                                                                  |
| Найкраща жіноча роль другого плану Нагороду вручав Джордж Клуні             |                                                                                        | • «Дівчата мрії» — Дженніфер Гадсон за роль Еффі Вайт            |
| Найкраща жіноча роль другого плану Нагороду вручав Джордж Клуні             | • «Вавилон» — Адріана Барраса за роль Амелії                                           |                                                                  |
| Найкраща жіноча роль другого плану Нагороду вручав Джордж Клуні             | • «Скандальний щоденник» — Кейт Бланшетт за роль Шеби Гарт                             |                                                                  |
| Найкраща жіноча роль другого плану Нагороду вручав Джордж Клуні             | • «Диявол носить Прада» — Емілі Блант за роль Емілі Чартон                             |                                                                  |
| Найкраща жіноча роль другого плану Нагороду вручав Джордж Клуні             | • «Вавилон» — Рінко Кікуті за роль Тіеко Ватая                                         |                                                                  |
| Найкраща режисерська робота Нагороду вручав Стівен Спілберг                 |                                                                                        | • «Відступники» — Мартін Скорсезе                                |
| Найкраща режисерська робота Нагороду вручав Стівен Спілберг                 | • «Прапори наших батьків» — Клінт Іствуд                                               |                                                                  |
| Найкраща режисерська робота Нагороду вручав Стівен Спілберг                 | • «Листи з Іодзіми» — Клінт Іствуд                                                     |                                                                  |
| Найкраща режисерська робота Нагороду вручав Стівен Спілберг                 | • «Королева» — Стівен Фрірз                                                            |                                                                  |
| Найкраща режисерська робота Нагороду вручав Стівен Спілберг                 | • «Вавилон» — Алехандро Гонсалес Іньярріту                                             |                                                                  |
| Найкращий сценарій Нагороду вручали Джейк Джилленгол і Гіларі Свенк         |                                                                                        | • «Королева» — Пітер Морган                                      |
| Найкращий сценарій Нагороду вручали Джейк Джилленгол і Гіларі Свенк         | • «Вавилон» — Ґільєрмо Арр'яга                                                         |                                                                  |
| Найкращий сценарій Нагороду вручали Джейк Джилленгол і Гіларі Свенк         | • «Відступники» — Вільям Монахан                                                       |                                                                  |
| Найкращий сценарій Нагороду вручали Джейк Джилленгол і Гіларі Свенк         | • «Як малі діти» — Тодд Філд і Том Перротта                                            |                                                                  |
| Найкращий сценарій Нагороду вручали Джейк Джилленгол і Гіларі Свенк         | • «Скандальний щоденник» — Патрік Марбер                                               |                                                                  |
| Найкраща музика Нагороду вручали Г'ю Грант і Дрю Беррімор                   |                                                                                        | • «Розмальована вуаль» — Александр Деспла                        |
| Найкраща музика Нагороду вручали Г'ю Грант і Дрю Беррімор                   | • «Вавилон» — Густаво Сантаолалья                                                      |                                                                  |
| Найкраща музика Нагороду вручали Г'ю Грант і Дрю Беррімор                   | • «Код да Вінчі» — Ганс Ціммер                                                         |                                                                  |
| Найкраща музика Нагороду вручали Г'ю Грант і Дрю Беррімор                   | • «Фонтан» — Клінт Манселл                                                             |                                                                  |
| Найкраща музика Нагороду вручали Г'ю Грант і Дрю Беррімор                   | • «Кочівник» — Карло Сіліотто                                                          |                                                                  |
| Найкраща пісня Нагороду вручав Джастін Тімберлейк                           | • «Веселі ніжки» — «The Song of the Heart» — Прінс                                     | • «Веселі ніжки» — «The Song of the Heart» — Прінс               |
| Найкраща пісня Нагороду вручав Джастін Тімберлейк                           | • «Боббі» — «Never Gonna Break My Faith» — Браян Адамс, Еліот Кеннеді і Андреа Реманда |                                                                  |
| Найкраща пісня Нагороду вручав Джастін Тімберлейк                           | • «Дівчата мрії» — «Listen» — Бейонсе, Генрі Крігер, Енн Превен і Скотт Катлер         |                                                                  |
| Найкраща пісня Нагороду вручав Джастін Тімберлейк                           | • «Будинок хоробрості» — «Try Not to Remember» — Шеріл Кроу                            |                                                                  |
| Найкраща пісня Нагороду вручав Джастін Тімберлейк                           | • «У гонитві за щастям» — «A Father's Way» — Сіл і Крістофер Брюс                      |                                                                  |
| Найкращий анімаційний фільм Нагороду вручав Стів Керелл                     | • «Тачки»                                                                              | • «Тачки»                                                        |
| Найкращий анімаційний фільм Нагороду вручав Стів Керелл                     | • «Веселі ніжки»                                                                       |                                                                  |
| Найкращий анімаційний фільм Нагороду вручав Стів Керелл                     | • «Будинок-монстр»                                                                     |                                                                  |
| Найкращий фільм іноземною мовою Нагороду вручали Джимон Гонсу і Шерон Стоун | • «Листи з Іодзіми» (США, Японія)                                                      | • «Листи з Іодзіми» (США, Японія)                                |
| Найкращий фільм іноземною мовою Нагороду вручали Джимон Гонсу і Шерон Стоун | • «Апокаліпто» (США)                                                                   |                                                                  |
| Найкращий фільм іноземною мовою Нагороду вручали Джимон Гонсу і Шерон Стоун | • «Життя інших» (Німеччина)                                                            |                                                                  |
| Найкращий фільм іноземною мовою Нагороду вручали Джимон Гонсу і Шерон Стоун | • «Лабіринт Фавна» (Мексика)                                                           |                                                                  |
| Найкращий фільм іноземною мовою Нагороду вручали Джимон Гонсу і Шерон Стоун | • «Повернення» (Іспанія)                                                               |                                                                  |

### Телебачення
Телесеріали з найбільшою кількістю нагород та номінацій
| Фільм                          | Перемоги | Номінації |
| ------------------------------ | -------- | --------- |
| • «Анатомія Грей»              | 1        | 4         |
| • «Єлизавета І»                | 3        | 3         |
| • «Дочка Гідеона»              | 2        | 2         |
| • «Огидна Бетті»               | 2        | 2         |
| • «Косяки»                     | —        | 4         |
| • «Перерваний шлях»            | —        | 3         |
| • «Цунамі: Наслідки»           | —        | 3         |
| • «Відчайдушні домогосподарки» | —        | 3         |
| • «Місіс Гарріс»               | —        | 3         |
| • «24»                         | —        | 2         |
| • «Офіс»                       | —        | 2         |
| • «Антураж»                    | —        | 2         |
| • «Холодний дім»               | —        | 2         |
| • «Загублені»                  | —        | 2         |
| • «Герої»                      | —        | 2         |
| • «Велике кохання»             | —        | 2         |
| • «Головний підозрюваний»      | —        | 2         |

| Категорія | Лауреати і номінанти                                                          | Лауреати і номінанти                                                  |
| --- | ----------------------------------------------------------------------------- | --------------------------------------------------------------------- |
| Найкращий серіал — драма Нагороду вручали Кортні Кокс і Девід Аркетт                                                   | • «Анатомія Грей»                                                             | • «Анатомія Грей»                                                     |
| Найкращий серіал — драма Нагороду вручали Кортні Кокс і Девід Аркетт                                                   | • «Велике кохання»                                                            |                                                                       |
| Найкращий серіал — драма Нагороду вручали Кортні Кокс і Девід Аркетт                                                   | • «Герої»                                                                     |                                                                       |
| Найкращий серіал — драма Нагороду вручали Кортні Кокс і Девід Аркетт                                                   | • «Загублені»                                                                 |                                                                       |
| Найкращий серіал — драма Нагороду вручали Кортні Кокс і Девід Аркетт                                                   | • «24»                                                                        |                                                                       |
| Найкращий серіал — комедія або мюзикл Нагороду вручали Джина Девіс і Джеймс Вудс                                       | • «Огидна Бетті»                                                              | • «Огидна Бетті»                                                      |
| Найкращий серіал — комедія або мюзикл Нагороду вручали Джина Девіс і Джеймс Вудс                                       | • «Відчайдушні домогосподарки»                                                |                                                                       |
| Найкращий серіал — комедія або мюзикл Нагороду вручали Джина Девіс і Джеймс Вудс                                       | • «Антураж»                                                                   |                                                                       |
| Найкращий серіал — комедія або мюзикл Нагороду вручали Джина Девіс і Джеймс Вудс                                       | • «Офіс»                                                                      |                                                                       |
| Найкращий серіал — комедія або мюзикл Нагороду вручали Джина Девіс і Джеймс Вудс                                       | • «Косяки»                                                                    |                                                                       |
| Найкращий мінісеріал або телефільм Нагороду вручала Сальма Гаєк                                                        | • «Єлизавета І»                                                               | • «Єлизавета І»                                                       |
| Найкращий мінісеріал або телефільм Нагороду вручала Сальма Гаєк                                                        | • «Холодний дім»                                                              |                                                                       |
| Найкращий мінісеріал або телефільм Нагороду вручала Сальма Гаєк                                                        | • «Перерваний шлях»                                                           |                                                                       |
| Найкращий мінісеріал або телефільм Нагороду вручала Сальма Гаєк                                                        | • «Місіс Гарріс»                                                              |                                                                       |
| Найкращий мінісеріал або телефільм Нагороду вручала Сальма Гаєк                                                        | • «Головний підозрюваний»                                                     |                                                                       |
| Найкраща чоловіча роль серіалу — драма Нагороду вручали актори серіалу «Герої»                                         |                                                                               | • «Доктор Хаус» — Г'ю Лорі за роль Грегорі Хауса                      |
| Найкраща чоловіча роль серіалу — драма Нагороду вручали актори серіалу «Герої»                                         | • «Анатомія Грей» — Патрік Демпсі за роль Дерека Шепарда                      |                                                                       |
| Найкраща чоловіча роль серіалу — драма Нагороду вручали актори серіалу «Герої»                                         | • «Декстер» — Майкл Голл за роль Декстера Моргана                             |                                                                       |
| Найкраща чоловіча роль серіалу — драма Нагороду вручали актори серіалу «Герої»                                         | • «Велике кохання» — Білл Пекстон за роль Білла Генріксона                    |                                                                       |
| Найкраща чоловіча роль серіалу — драма Нагороду вручали актори серіалу «Герої»                                         | • «24» — Кіфер Сазерленд за роль Джека Бауера                                 |                                                                       |
| Найкраща жіноча роль серіалу — драма Нагороду вручали Тіна Фей і Девід Спейд                                           |                                                                               | • «Шукачка» — Кіра Седжвік за роль Бренди Лі Джонсон                  |
| Найкраща жіноча роль серіалу — драма Нагороду вручали Тіна Фей і Девід Спейд                                           | • «Медіум» — Патриція Аркетт за роль Елісон Дюбуа                             |                                                                       |
| Найкраща жіноча роль серіалу — драма Нагороду вручали Тіна Фей і Девід Спейд                                           | • «Клан Сопрано» — Іді Фалко за роль Кармели Сопрано                          |                                                                       |
| Найкраща жіноча роль серіалу — драма Нагороду вручали Тіна Фей і Девід Спейд                                           | • «Загублені» — Еванджелін Ліллі за роль Кейт Остін                           |                                                                       |
| Найкраща жіноча роль серіалу — драма Нагороду вручали Тіна Фей і Девід Спейд                                           | • «Анатомія Грей» — Еллен Помпео за роль Мередіт Грей                         |                                                                       |
| Найкраща чоловіча роль серіалу — комедія або мюзикл Нагороду вручали Тім Аллен і Ванесса Вільямс                       |                                                                               | • «30 потрясінь» — Алек Болдвін за роль Джека Донагі                  |
| Найкраща чоловіча роль серіалу — комедія або мюзикл Нагороду вручали Тім Аллен і Ванесса Вільямс                       | • «Клініка» — Зак Брафф за роль Джона Майкла «Джей Ді» Доріана                |                                                                       |
| Найкраща чоловіча роль серіалу — комедія або мюзикл Нагороду вручали Тім Аллен і Ванесса Вільямс                       | • «Офіс» — Стів Керелл за роль Майкла Скота                                   |                                                                       |
| Найкраща чоловіча роль серіалу — комедія або мюзикл Нагороду вручали Тім Аллен і Ванесса Вільямс                       | • «Мене звати Ерл» — Джейсон Лі за роль Ерла Гікі                             |                                                                       |
| Найкраща чоловіча роль серіалу — комедія або мюзикл Нагороду вручали Тім Аллен і Ванесса Вільямс                       | • «Монк» — Тоні Шалуб за роль Едріана Монка                                   |                                                                       |
| Найкраща жіноча роль серіалу — комедія або мюзикл Нагороду вручали Дженніфер Лав Г'юїтт і Джон Стеймос                 |                                                                               | • «Огидна Бетті» — Америка Феррера за роль Бетті Суарез               |
| Найкраща жіноча роль серіалу — комедія або мюзикл Нагороду вручали Дженніфер Лав Г'юїтт і Джон Стеймос                 | • «Відчайдушні домогосподарки» — Марсія Кросс за роль Брі Ван Де Камп         |                                                                       |
| Найкраща жіноча роль серіалу — комедія або мюзикл Нагороду вручали Дженніфер Лав Г'юїтт і Джон Стеймос                 | • «Відчайдушні домогосподарки» — Фелісіті Гаффман за роль Лінетт Скаво        |                                                                       |
| Найкраща жіноча роль серіалу — комедія або мюзикл Нагороду вручали Дженніфер Лав Г'юїтт і Джон Стеймос                 | • «Нові пригоди старої Крістін» — Джулія Луї-Дрейфус за роль Крістін Кемпбелл |                                                                       |
| Найкраща жіноча роль серіалу — комедія або мюзикл Нагороду вручали Дженніфер Лав Г'юїтт і Джон Стеймос                 | • «Косяки» — Мері-Луїз Паркер за роль Ненсі Ботвін                            |                                                                       |
| Найкраща чоловіча роль мінісеріалу або телефільму Нагороду вручали Терренс Говард і Сієна Міллер                       |                                                                               | • «Дочка Гідеона» — Білл Наї за роль Гідеона                          |
| Найкраща чоловіча роль мінісеріалу або телефільму Нагороду вручали Терренс Говард і Сієна Міллер                       | • «Злодій» — Андре Брауер за роль Ніка Етвотера                               |                                                                       |
| Найкраща чоловіча роль мінісеріалу або телефільму Нагороду вручали Терренс Говард і Сієна Міллер                       | • «Перерваний шлях» — Роберт Дюваль за роль Прентіса Ріттера                  |                                                                       |
| Найкраща чоловіча роль мінісеріалу або телефільму Нагороду вручали Терренс Говард і Сієна Міллер                       | • «Взнай ворога» — Майкл Ілі за роль Дарвіна Аль-Саїда                        |                                                                       |
| Найкраща чоловіча роль мінісеріалу або телефільму Нагороду вручали Терренс Говард і Сієна Міллер                       | • «Місіс Гарріс» — Бен Кінгслі за роль Германа Тарновера                      |                                                                       |
| Найкраща чоловіча роль мінісеріалу або телефільму Нагороду вручали Терренс Говард і Сієна Міллер                       | • «Історія Рона Кларка» — Меттью Перрі за роль Рона Кларка                    |                                                                       |
| Найкраща чоловіча роль мінісеріалу або телефільму Нагороду вручали Терренс Говард і Сієна Міллер                       | • «Цунамі: Наслідки» — Чиветел Еджіофор за роль Єна Картера                   |                                                                       |
| Найкраща жіноча роль мінісеріалу або телефільму Нагороду вручали Терренс Говард і Сієна Міллер                         |                                                                               | • «Єлизавета І» — Гелен Міррен за роль Єлизавети I                    |
| Найкраща жіноча роль мінісеріалу або телефільму Нагороду вручали Терренс Говард і Сієна Міллер                         | • «Головний підозрюваний» — Гелен Міррен за роль Джейн Теннісон               |                                                                       |
| Найкраща жіноча роль мінісеріалу або телефільму Нагороду вручали Терренс Говард і Сієна Міллер                         | • «Холодний дім» — Джилліан Андерсон за роль Леді Дедлок                      |                                                                       |
| Найкраща жіноча роль мінісеріалу або телефільму Нагороду вручали Терренс Говард і Сієна Міллер                         | • «Місіс Гарріс» — Аннетт Бенінг за роль Джин Гарріс                          |                                                                       |
| Найкраща жіноча роль мінісеріалу або телефільму Нагороду вручали Терренс Говард і Сієна Міллер                         | • «Цунамі: Наслідки» — Софі Оконедо за роль С'юзі Картер                      |                                                                       |
| Найкраща чоловіча роль другого плану серіалу, мінісеріалу або телефільму Нагороду вручали Едріан Греньє і Єва Лонгорія |                                                                               | • «Єлизавета І» — Джеремі Айронс за роль Роберта Дадлі, графа Лестера |
| Найкраща чоловіча роль другого плану серіалу, мінісеріалу або телефільму Нагороду вручали Едріан Греньє і Єва Лонгорія | • «Перерваний шлях» — Томас Гейден Черч за роль Тома Гарте                    |                                                                       |
| Найкраща чоловіча роль другого плану серіалу, мінісеріалу або телефільму Нагороду вручали Едріан Греньє і Єва Лонгорія | • «Косяки» — Джастін Кірк за роль Енді Ботвіна                                |                                                                       |
| Найкраща чоловіча роль другого плану серіалу, мінісеріалу або телефільму Нагороду вручали Едріан Греньє і Єва Лонгорія | • «Герої» — Масі Ока за роль Хіро Накамура                                    |                                                                       |
| Найкраща чоловіча роль другого плану серіалу, мінісеріалу або телефільму Нагороду вручали Едріан Греньє і Єва Лонгорія | • «Антураж» — Джеремі Півен за роль Арі Голда                                 |                                                                       |
| Найкраща жіноча роль другого плану серіалу, мінісеріалу або телефільму Нагороду вручали Джессіка Біл і Каньє Вест      |                                                                               | • «Дочка Гідеона» — Емілі Блант за роль Наташі                        |
| Найкраща жіноча роль другого плану серіалу, мінісеріалу або телефільму Нагороду вручали Джессіка Біл і Каньє Вест      | • «Цунамі: Наслідки» — Тоні Коллетт за роль Кеті Грем                         |                                                                       |
| Найкраща жіноча роль другого плану серіалу, мінісеріалу або телефільму Нагороду вручали Джессіка Біл і Каньє Вест      | • «Анатомія Грей» — Кетрін Гейґл за роль Іззі Стівенс                         |                                                                       |
| Найкраща жіноча роль другого плану серіалу, мінісеріалу або телефільму Нагороду вручали Джессіка Біл і Каньє Вест      | • «Студія 60 на Сансет-Стрип» — Сара Полсон за роль Геррієт Гейс              |                                                                       |
| Найкраща жіноча роль другого плану серіалу, мінісеріалу або телефільму Нагороду вручали Джессіка Біл і Каньє Вест      | • «Косяки» — Елізабет Перкінс за роль Сілії Годс                              |                                                                       |

## Спеціальні нагороди
| Премія імені Сесіля Б. Де Мілля (Нагорода за внесок у кінематограф) Нагороду вручав Том Генкс |  | Воррен Бітті американський актор, кінорежисер, сценарист та продюсер       |
| Міс «Золотий глобус» (Символічний титул)                                                      |  | Лоррейн Ніколсон донька актора Джека Ніколсона та акторки Ребекки Бруссард |